# Île de France (Groenlandia)
Île de France è un'isola disabitata della Groenlandia di 246 km². Si trova a 77°47'N 17°53'O; è situata nel Parco nazionale della Groenlandia nordorientale, fuori da qualsiasi comune.